# Scelidacantha
Scelidacantha är ett släkte av fjärilar. Scelidacantha ingår i familjen mätare.
Kladogram enligt Catalogue of Life:
| Scelidacantha | \| \| Scelidacantha narosa \| \| \| \| \| \| Scelidacantha triseriata \| \| \| \| \| \| Scelidacantha virginata \| \| \| \| |
|               | \| \| Scelidacantha narosa \| \| \| \| \| \| Scelidacantha triseriata \| \| \| \| \| \| Scelidacantha virginata \| \| \| \| |
|               | Scelidacantha narosa |
|               | |
|               | Scelidacantha triseriata |
|               | |
|               | Scelidacantha virginata |
|               | |